# Fatshe leno la rona
"Fatshe leno la rona" (Que esta Terra Nobre seja  abençoada) é o hino nacional do Botswana. Com letra e música de Kgalemang Tumedisco Motsete, foi adoptado em 1966, quando de sua independência.